# Francis Mourey
Francis Mourey (født 8. december 1980) er en fransk tidligere professionel cykelrytter.